# Nelly Martyl
Nelly Adèle Anny Martin, dite Nelly Martyl, née le 1er avril 1884 à Paris et morte le 9 novembre 1953 à Versailles, est une chanteuse d'opéra et infirmière française.

## Biographie

### Jeunesse
Nelly Adèle Anny Martin est née à Paris, fille de Jules Édouard Martin et d'Hélène Fleming. Sa mère est anglaise. Elle suit une formation de chanteuse au Conservatoire de Paris et obtient un premier prix de chant.

### Carrière
Nelly Martyl est une chanteuse d'opéra soprano. Elle débute en 1907 dans Armide de Gluck. En 1909, elle rejoint l'Opéra-Comique. Elle apparait lors des premières de La Catalane de Le  Borne (1907), La Sorcière d'Erlanger (1912) et l'Amadis de Massenet (1922). Nelly Martyl chante au Covent Garden en 1910 et enregistre un duo en 1911.
Elle apparaît régulièrement dans des magazines de mode, portant des robes de créateurs parisiens,.

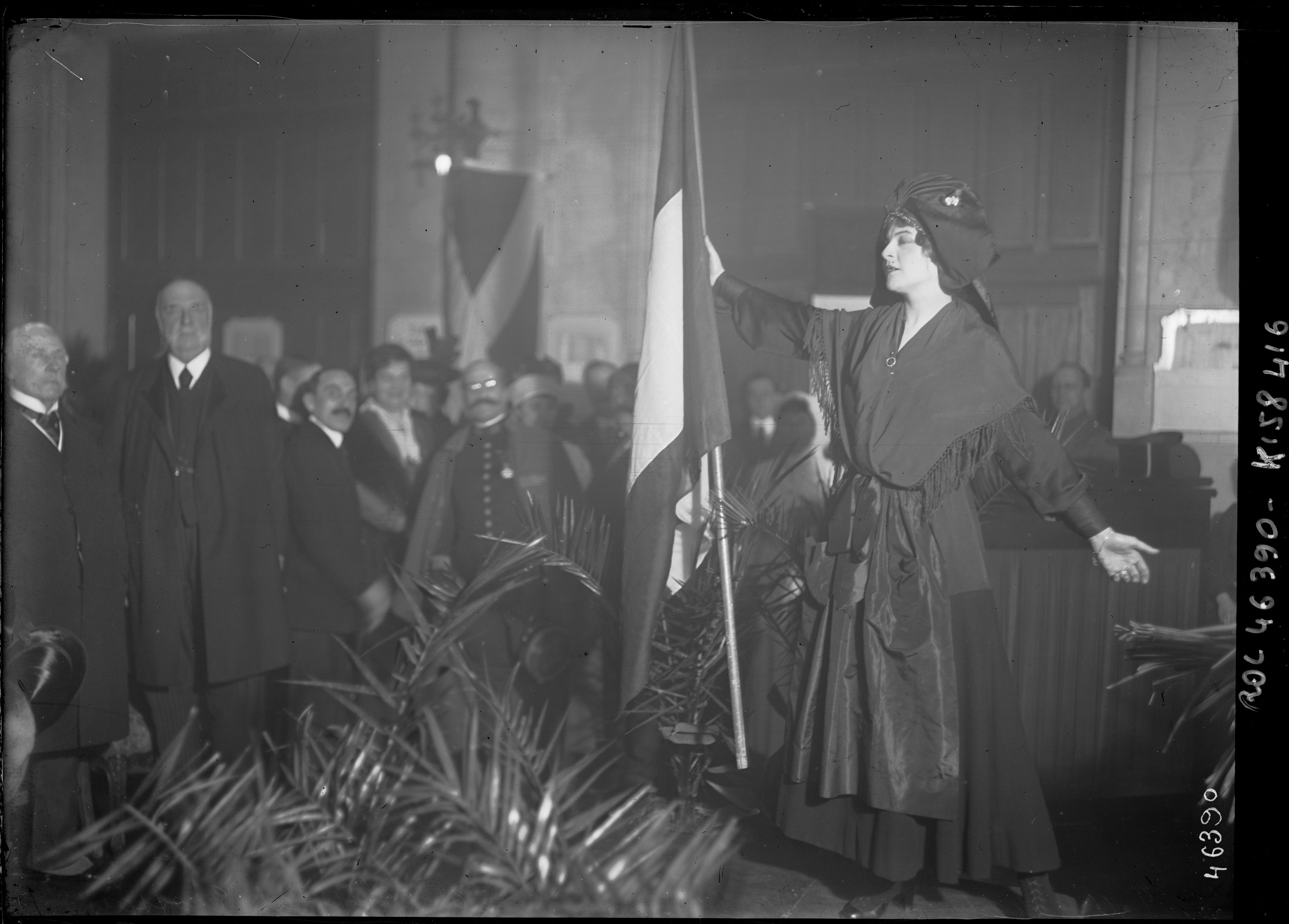
Nelly Martyl chante La Marseillaise dans un hôpital écossais pendant la Première Guerre mondiale.

Pendant la Première Guerre mondiale, après une formation d'infirmière de la Croix-Rouge, elle s'engage dans l'armée,. Elle sert à la bataille de Verdun en 1916, où elle est surnommée « la fée de Verdun », et lors de la deuxième bataille de l'Aisne en 1917. Elle donne des récitals dans les hôpitaux militaires et chante lors de concerts de bienfaisance,.
Nelly Martyl parcourt les cantonnements pour redonner du courage aux combattants, dispense les soins aux blessés qu'elle va chercher jusqu'en première ligne. Elle est nommée caporal, puis sergent.
Malgré plusieurs blessures, elle continue après la fin de la guerre, comme infirmière pendant l'épidémie de grippe de 1918. En 1920, elle est décorée de la Croix de guerre avec la carte du combattant, et reçoit la Légion d'honneur.
Après la guerre, Nelly Martyl crée une fondation médicale caritative avec la pilote automobile Magdeleine Goüin, comtesse de Ganay. Le dispensaire de la Fondation Nelly-Martyl, reconnue d'utilité publique, ouvre en 1929 à Paris, au no 129 rue de Belleville. Le bâtiment est finalement rasé en 2017, malgré les efforts pour le préserver.

### Mort
Nelly Martyl meurt en 1954 à l'âge de 69 ans à Versailles. 

### Vie privée
En 1909, Nelly Martyl épouse l'artiste français Georges Scott. 

## Hommage
En 2016, à l'occasion du centenaire de Verdun, un roman de Philippe Nessmann, La Fée de Verdun illustre la vie de Nelly Martyl.
Une plaque commémorative est apposée au 129, rue de Belleville à Paris, pour rappeler la fondation du dispensaire de la Fondation Nelly-Martyl.